# Hans von Hösslin
Hans Wilhelm von Hösslin, född 20 september 1880 i Erbach, död 18 augusti 1947 i Ljubljana, var en tysk generallöjtnant som under andra världskriget förde befäl över 188. Gebirgs-Division i Wehrmacht. Divisionen ägnade sig bland annat åt partisanbekämpning i Italien och Jugoslavien. Efter kriget dömdes von Hösslin av en jugoslavisk domstol till döden för krigsförbrytelser och avrättades.

### Webbkällor
- Miller, Michael D. & Collins, Gareth. ”Generalleutnant Hans von Hösslin” (på engelska). Axis Biographical Research. Arkiverad från originalet den 11 juni 2014. https://archive.today/20140611191931/http://www.geocities.com/~orion47/WEHRMACHT/HEER/Generalleutnant/HOESSLIN_HANS.html. Läst 11 juni 2014.